# Scrophularia candelabrum
Scrophularia candelabrum är en flenörtsväxtart som beskrevs av Vernon Hilton Heywood. Scrophularia candelabrum ingår i släktet flenörter, och familjen flenörtsväxter. Inga underarter finns listade i Catalogue of Life.